# Backstabber (película)
Backstabber es una película estadounidense del género terror de 2011, dirigida por Chuck Walker, escrita por Naveen Ramineni, a cargo de la fotografía estuvo Gary Parker y el elenco está compuesto por Lorenzo Lamas, Tammy Barr, Jared Doreck y Leeza Zimmerman, entre otros. Este largometraje se estrenó el 1 de junio de 2011.

## Sinopsis
Unos trabajadores que participan de una actividad extrema para la creación de equipos descubren un nuevo significado del trabajo en grupo, el pensamiento renovador y el manejo de los riesgos, mientras pelean por mantenerse a salvo de un homicida desquiciado empeñado en un ajuste de cuentas.